# Crematogaster atra
Crematogaster atra är en myrart som beskrevs av Mayr 1870. Crematogaster atra ingår i släktet Crematogaster och familjen myror.

## Underarter
Arten delas in i följande underarter:
- C. a. atra
- C. a. uruguayensis